# Aħrax torony
Az Aħrax torony (máltaiul:   Torri tal-Aħrax  ), eredetileg Torre di Lacras, más néven Armier torony (máltaiul: Torri tal-Armier ), Ta' Ħoslien torony (máltaiul: Torri ta' Ħoslien ), vagy a Fehér torony (máltai nyelven : Torri l-Abjad ) kis őrtorony az Armier-öböl fölött Mellieħa határán, Máltán. A torony 1658-ban készült el és egyike azoknak az erődítményeknek, amelyeket Martín de Redín, a máltai lovagrend 58. nagymestere építtetett a szigetek partvédelmi hálózatának részeként. Az Aħrax torony eredetileg a de Redín tornyok szabványos kialakításában épült, de az évtizedek során több átalakítást végeztek rajta: 1715-ben tüzérségi üteget építettek a torony köré; a 18. században a kormányzó nyári rezidenciájaként szolgált; a 19. században haditengerészeti állomásként használták és jelentősen átépítették. A második világháború után magántulajdonban volt, elhanyagolták és elhagyták. 2016. óta a tornyot a Din l-Art Ħelwa örökségvédelmi civil szervezet gondozza és hosszú helyreállítási munka után 2021. június 9-én nyitották meg újra a nagyközönség számára.

## Története

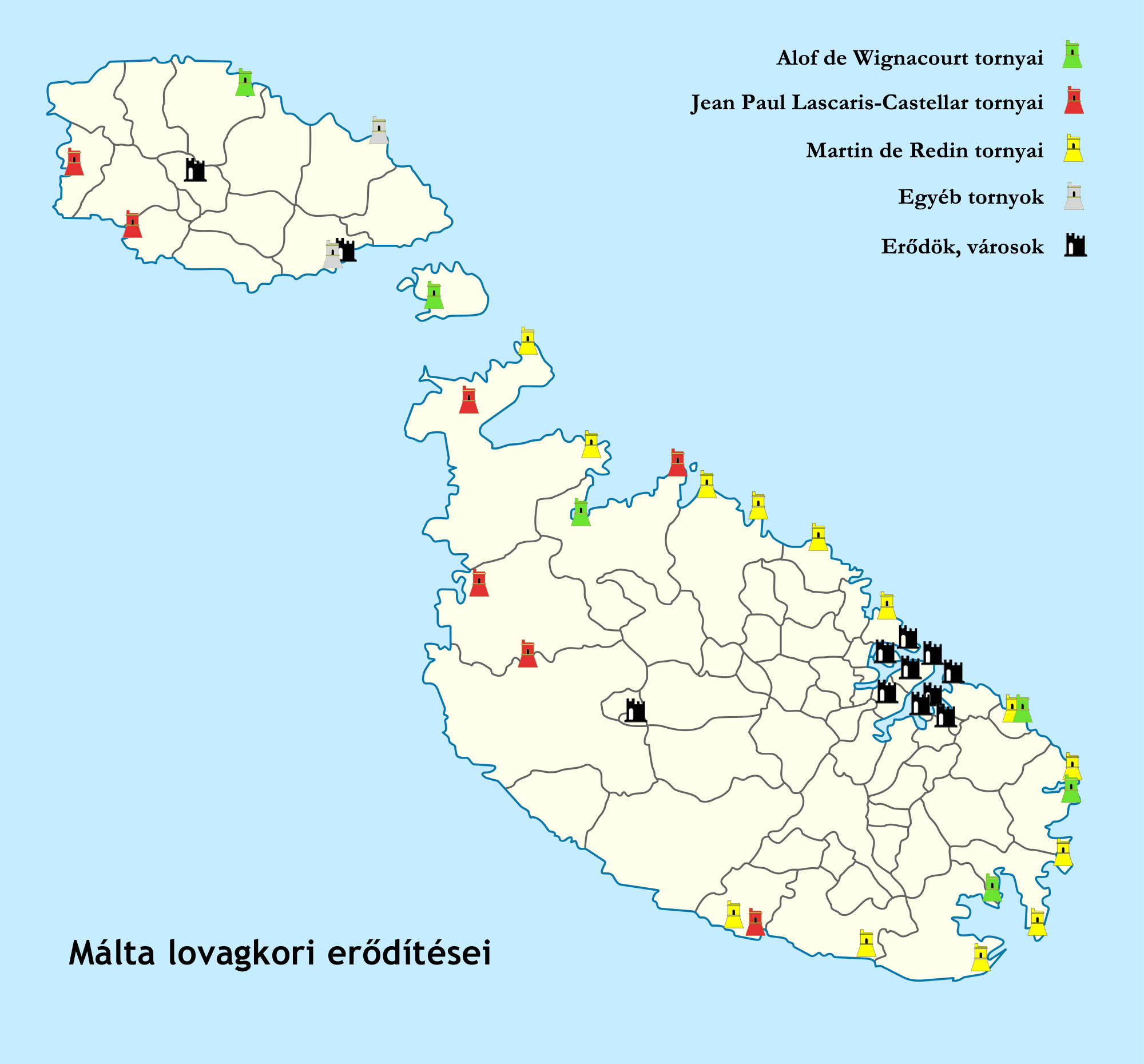
Málta 1530–1798 között épült partvédelmi rendszere

Az Aħrax torony 1658 novemberében épült l-Aħrax tal-Mellieħa területén rálátással a Gozo-csatornára. Martín de Redín nagymester összesen tizenhárom hasonló kialakítású, kisméretű erődtornyot építtetett a szigetek védelmében 1657 és 1660 között. A tornyok feladata az volt, hogy őrhelyként működjenek: riasszák a helyőrséget és figyelmeztető lövéseket adjanak le a közelgő ellenségre, kalózokra, vagy karantén-elkerülőkre. A tornyokat egymástól látótávolságára helyezték el, hogy éjjel-nappal jelezhessenek egymásnak és a nagyobb erődöknek. Ezek sorában az Aħrax torony hatodikként épült, az építkezés 589 scudi, 5 tari és 15 graniba került, és maga a nagymester finanszírozta. Ez Málta főszigetének legészakibb erődítménye; közelében a Ghajn Tuffieha, a Vörös torony és a cominói Szűz Mária-torony áll. 
A torony formailag szabványos kialakítású volt: négyzetes alaprajzú, kétszintes, lapostetős, a tetején egy toronnyal – bár a többi toronynál valamivel nagyobb alapterületű. A belső tér két szintjén egy-egy helyiség volt. A bejárat a felső szinten nyílt, ahová eredetileg létrán lehetett bejutni. Itt volt a katonák őrhelye, ahonnan a tetőre csigalépcső vezetett. Fegyverzete két rézágyú, tizenhat ágyúgolyó, négy muskéta és muskétagolyók, valamint tíz máltai rotolo (kb. 8 kg) volt. Az őrszolgálatot ellátó tüzér és három gyalogos bérét a rend uralkodása idején Málta kormányhivatala, az Università fizette.
1715-ben Batteria della Harach néven parti erőddé alakították. A torony tenger felőli részére félkör alakú ütegállás épült, ágyúpadokkal, amit a szárazföld felől erődített fallal zártak le és a sziklába vájt búvóárokkal vettek körbe. A torony nyugati oldalához egy blokkházat építettek, az alagsorban pedig átjárót alakítottak ki, hogy a két helyiséget külön-külön lehessen használni. 1770-ben az üteget tíz vaságyúval, 700 vasgolyóval és 150 kartáccsal szerelték fel. A puskaport a Szent Ágota-toronyban tárolták.
A 19. században egy ideig a kormányzó nyári rezidenciájaként szolgált. 1918 márciusától a torony a Haditengerészeti Hatóság hidrofonállomásaként üzemelt, feladata az ellenséges tengeralattjárók észlelése volt. Ekkor az építményt több helyiséggel bővítették és a toronyszerkezetet jelentősen átalakították.
A második világháború után magántulajdonba került, majd 2009 júniusában a torony és a környező terület tulajdonjoga Mellieħa önkormányzatára szállt. 2016 novemberében a Din l-Art Ħelwa örökségvédelmi civil szervezet kapta meg, a helyreállítási és rehabilitációs munka 2021 júniusában fejeződött be. Az Aħrax torony napjainkban nyitva áll a nagyközönség előtt. 

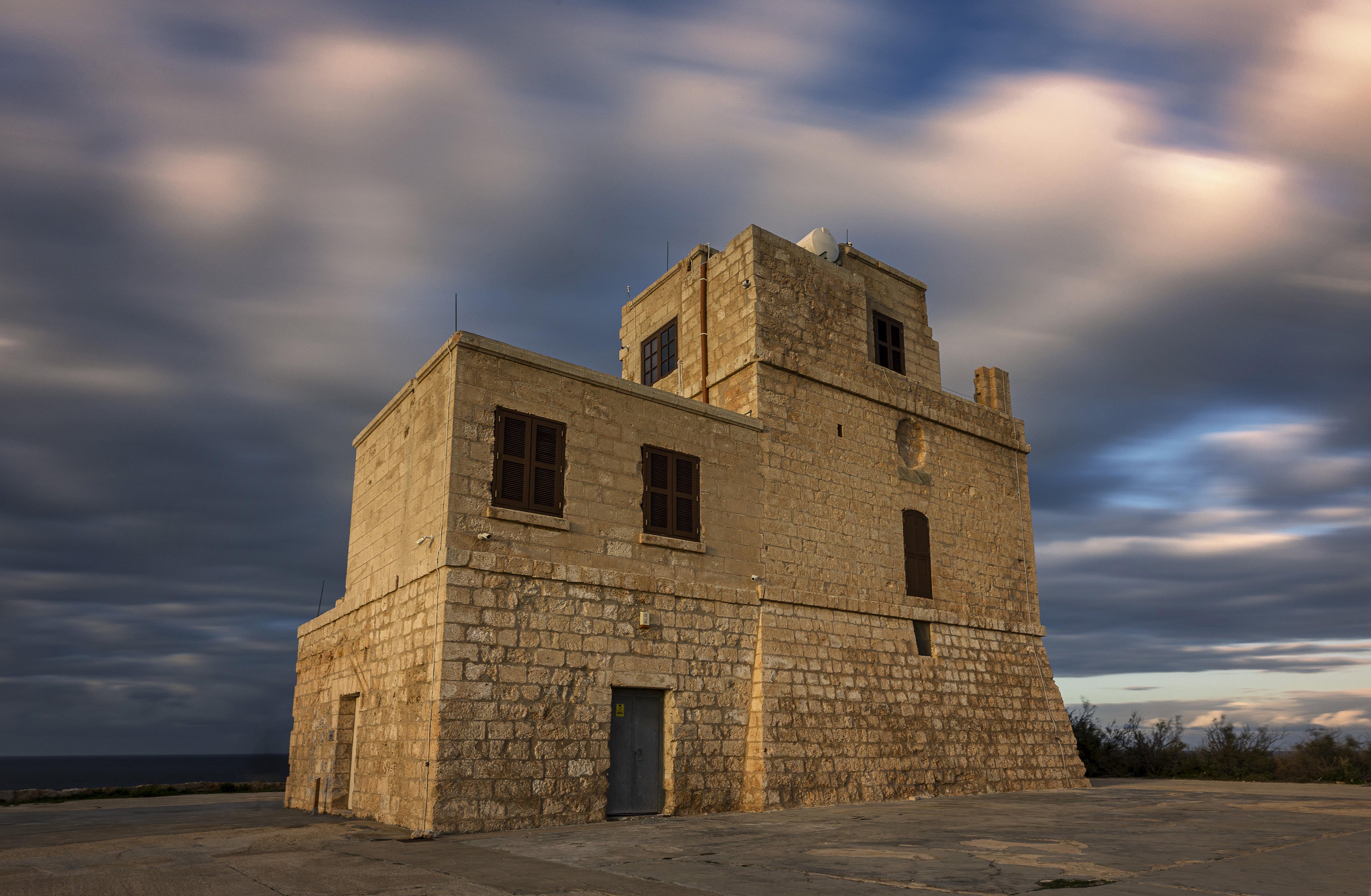
A felújított Aħrax torony
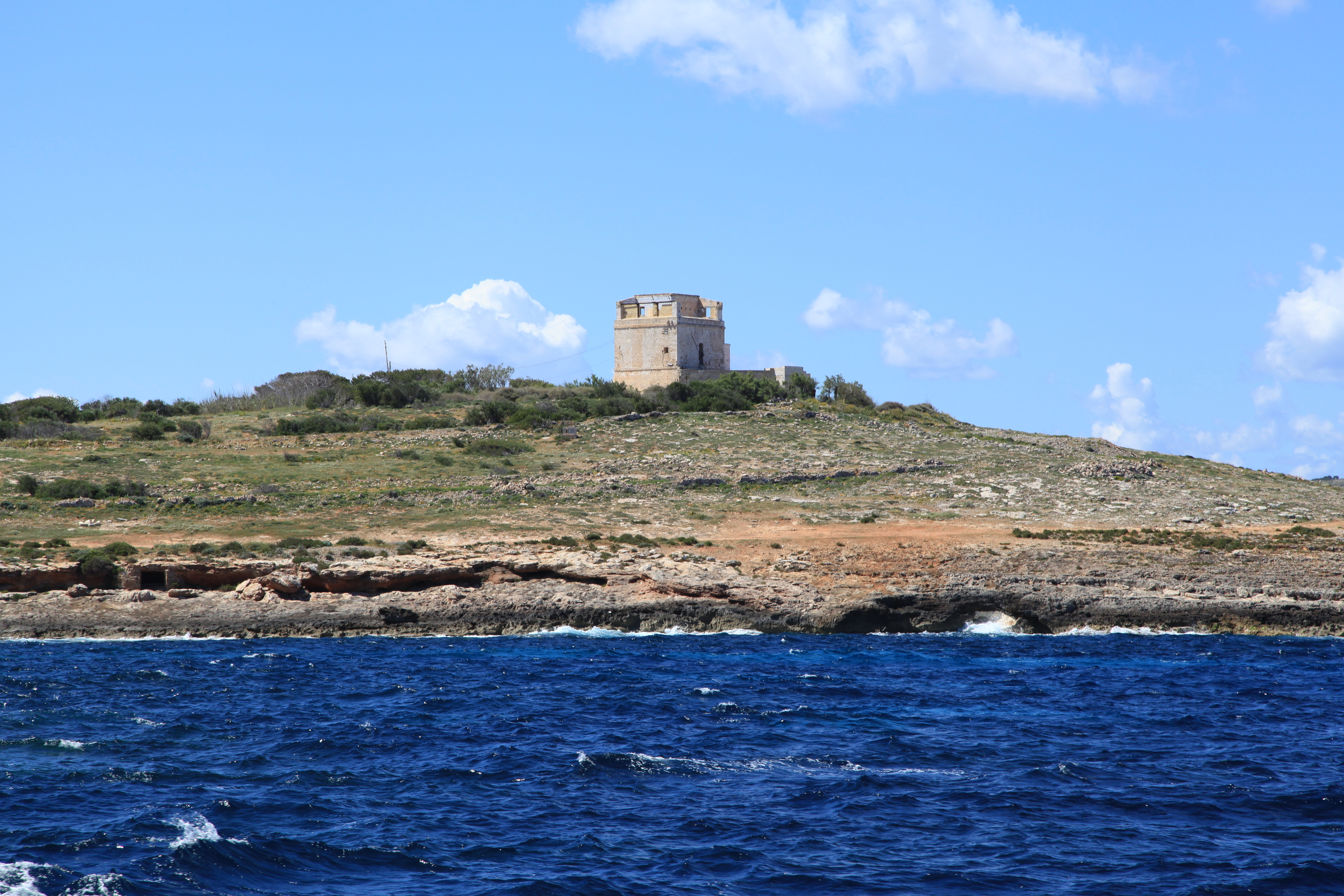
A torony látképe Comino felől

## Fordítás
Ez a szócikk részben vagy egészben  az    Aħrax Tower  című angol Wikipédia-szócikk fordításán alapul.  Az eredeti cikk szerkesztőit annak laptörténete sorolja fel. Ez a jelzés csupán a megfogalmazás eredetét és a szerzői jogokat jelzi, nem szolgál a cikkben szereplő információk forrásmegjelöléseként.

## Külső hivatkozások
- A máltai szigetek kulturális javainak nemzeti jegyzéke
- YouTube video showing a 3D model of Aħrax Tower and Battery